# Adil Kerrouchi
Adil Kerrouchi (Mohammedia, 17 maggio 1982) è un ex calciatore marocchino, difensore del Raja Casablanca.

## Carriera
Ha giocato nella massima serie del campionato marocchino con Difaa El Jadida e Raja Casablanca; con quest'ultima ha preso parte alla Coppa del mondo per club FIFA 2013.
Nel 2018 decide di ritirarsi dal calcio giocato.

## Palmarès

### Club

#### Competizioni nazionali
- Campionato marocchino di calcio: 1

Raja Casablanca: 2012-2013
- Coupe du Trone: 1 :

Raja Casablanca: 2017-2018